# 小嶋祐樹
小嶋 祐樹（おじま ゆうき、1987年 - ）は、日本企業の海外進出支援と企業のIPO支援を行う弁護士。
弁護士業と両立し、外国人向け酒蔵ツーリズムを牽引する。

## 来歴
1987年、山形県生まれ。東京大学教育学部附属中等教育学校に入学後は、都内有数の広大なグラウンドを持つ野球部に入部し東京都大会優勝・関東大会ベスト8を記録する。
高校時代にアメリカ留学を経験し東京大学教育学部附属中等教育学校卒業。慶應義塾大学へ入学後も體育會準硬式野球部で野球を続ける。
2010年　慶應義塾大学法学部法律学科を卒業し、弁護士資格をとる。
新卒では外資系の弁護士事務所であるFreshfields Bruckhaus Deringerに3年勤め、その後は同じイギリス系の弁護士事務所であるAllen & Overyに5年勤める。
2020年　フランスへ留学し、INSEADにて、MBA（経営学修士）取得。その後、2021年　株式会社酒物語　代表取締役就任。

## 著書
- 「アジア上場の実務Q&A」（中央経済社）
- 「よくわかる独禁法グローバル実務」（商事法務）